# Trypanaresta dolores
Trypanaresta dolores är en tvåvingeart som först beskrevs av Erich Martin Hering 1938.  Trypanaresta dolores ingår i släktet Trypanaresta och familjen borrflugor. Inga underarter finns listade i Catalogue of Life.